# Хекат
Хекат (др. ег. ḥqt) — древнеегипетская богиня влаги и дождя, связанная с ежегодными разливами Нила, деторождения, плодородия, обозначавшаяся символом «лягушка».
Изображалась в виде лягушки или женщины с лягушкой на голове, а также с лягушачьей головой. Так как разливы Нила сулили урожай, богиню связывали с деторождением и достатком. Беременные женщины носили амулет в виде лягушки, сидящей на лотосе. Акушерки называли себя «Служительницами Хекат» (Хекат фигурирует в истории «Рождения царских детей» в папирусе Весткара).
Культ богини восходит к раннединастическому периоду. На фреске храма Исиды на острове Филы сохранилось изображение Хекат, сидящей возле гончарного круга Хнума, которая вдыхает жизнь в только что созданные им из глины фигурки людей. Хекат вместе с супругом Хнумом и сыном Гором составляла священную триаду.
Культ богини был распространён по всему Египту, преимущественно на Юге, хотя он явно уступал культу Таурт или Тефнут.